# دیمیتری زیمین
دیمیتری بوریسوویچ زیمین (روسی: Дмитрий Борисович Зимин (زاده ۲۸ آوریل ۱۹۳۳ - درگذشته ۲۲ دسامبر ۲۰۲۱) دانشمند رادیو و تاجر روسی بود که بنیان‌گذار و رئیس افتخاری ویمپل‌کام بود. از زمان بازنشستگی‌اش در اوایل دهه ۲۰۰۰، او به عنوان یک نیکوکار شناخته شد. او بنیاد داینستی و بنیاد زیمین را تأسیس کرد.

## اوایل زندگی و تحصیلات
دیمیتری زیمین پیش از آنکه دانش‌آموز دبیرستان شماره ۵۹ مسکو باشد، در رشته مهندسی رادیو مشغول به کار بود. در سال ۱۹۵۰، وارد دانشکده رادیو الکترونیک هواپیما در مؤسسه هوانوردی مسکو (ام ای آ) شد و در سال ۱۹۵۷ از آنجا فارغ‌التحصیل شد سپس او به عنوان مهندس در آزمایشگاه مسائل ام ای آ به سرپرستی میخائیل نویمان مشغول به کار شد.

## شغل در علم و فناوری
در سال ۱۹۶۲، زیمین برای کار در مؤسسه فنی رادیو آکادمی علوم اتحاد جماهیر شوروی دعوت شد. او بیش از سی و پنج سال در این مؤسسه سمت‌های مدیریتی داشت: او رئیس آزمایشگاه، سپس به مدت چهارده سال رئیس بخش علمی و پس از آن مدیر مرکز توسعه تجهیزات رادیویی بود.
زیمین مدرک دکترای خود را در سال ۱۹۶۳ و مدرک فوق دکترا را در سال ۱۹۸۴ دریافت کرد. به عنوان محقق آرایه‌های آنتن فازی، به عنوان معاون طراح ارشد رادار دون-ان۲ منصوب شد. در مجموع، او بیش از ۱۰۰ اثر علمی و اختراع خلق کرد. در سال ۱۹۶۵ به همراه دیگر دانشمندان (از جمله مهندس ای.ای. دولجنکوو) برنده جایزه آ اس از آکادمی علوم اتحاد جماهیر شوروی شد.

## فعالیت تجاری
در سال‌های پایانی اتحاد جماهیر شوروی، کاهش شدیدی در قراردادهای دفاعی برای مؤسسه فنی رادیو وجود داشت. در مارس ۱۹۹۱، زیمین یک شرکت تجاری خصوصی به نام «کی بی ایمپالس» تأسیس کرد. این شرکت، متخصصان فنی شاغل در مؤسسه و متخصص در سیستم‌های ارتباطی را استخدام کرد.
در سال ۱۹۹۱، زیمین گروهی از متخصصان فنی را در مؤسسه فنی رادیو برای پروژه‌ای جهت توسعه ارتباطات تلفن همراه سازماندهی کرد. در مرحله اولیه، یک تولیدکننده و اپراتور تجهیزات تلفن همراه آمریکایی متعلق به خانواده فابلا به عنوان شریک دعوت شد. در سال ۱۹۹۲، شرکت سهامی ویمپل-کامیونیکس با ریاست و مدیر کل زیمین تأسیس شد. زیمین فعالیت عملیاتی شرکت را مدیریت می‌کرد، در حالی که شریک او، آگی کی فابلا دوم، تجهیزات و پول را تأمین می‌کرد و فروش و بازاریابی را مدیریت می‌کرد. به زودی ویمپلکام یک ایستگاه آزمایشی سامانه تلفن همراه پیشرفته را در مسکو راه‌اندازی کرد.
این شرکت موفق شد و در سال ۱۹۹۶، اولین شرکت روسی بود که در بورس اوراق بهادار نیویورک فهرست شد، که مستلزم درجه‌ای از شفافیت بود که در آن زمان برای شرکت‌های روسی غیرمعمول بود.
در سال ۲۰۰۱، در سن ۶۸ سالگی، دیمیتری زیمین سهام کنترلی خود را در ویمپل‌کام فروخت و از سمت مدیر کل شرکت کناره‌گیری کرد. او به عنوان بنیان‌گذار و رئیس افتخاری شرکت مفتخر شد.
زیمین پس از فروش ویمپل‌کام، در شرکت‌های مختلفی سرمایه‌گذاری کرد. در سال ۲۰۱۹، شرکت سهامی خصوصی بی ام تی، که توسط زیمین تأسیس شده بود، شرکت اشتراک خودرو روسی بلکا کار را خریداری کرد.

## بنیادهای فعالیت‌های بشردوستانه
زیمین پس از بازنشستگی، بخش عمده‌ای از وقت و ثروت خود را به فعالیت‌های بشردوستانه اختصاص داد که عمدتاً از طریق بنیاد سلسله خود در روسیه تسهیل می‌شد. بنیاد سلسله توسط یک هیئت مدیره مستقل اداره می‌شد که در آن خانواده زیمین توسط زیمین و پسرش بوریس زیمین نمایندگی می‌شدند.
اولویت‌های این بنیاد توسعه تحقیقات و آموزش علمی بنیادی در روسیه، ایجاد شرایطی برای دانشمندان بود تا بتوانند در خانه در روسیه تحقیق و تدریس کنند، و همچنین ترویج علم و آموزش مدنی. این بنیاد اولین بنیاد خصوصی غیرانتفاعی روسی بود که از علم و آموزش در روسیه مدرن حمایت می‌کرد. این بنیاد پروژه‌هایی را برای حمایت و ترویج علم و توسعه آموزش رسمی و مدنی اجرا می‌کرد. این پروژه‌ها شامل برنامه‌هایی بود که از دانش‌آموزان با استعداد، دانشمندان آینده، فیزیکدانان جوان، ریاضیدانان، زیست‌شناسان و معلمان حمایت می‌کرد.
در سال ۲۰۱۵، زمانی که بنیاد داینستی توسط وزارت دادگستری روسیه در فهرست «عوامل خارجی» قرار گرفت، زیمین این بنیاد را تعطیل کرد. تعدادی از دانشمندان و چهره‌های عمومی موضع وزارت دادگستری در مورد این صندوق را محکوم کردند و این تصمیم را بوروکراتیک و ناعادلانه دانستند.
زیمین فعالیت‌های بشردوستانه خود را از طریق بنیاد زیمین ادامه داد. در روسیه، این بنیاد از جایزه روشنگر، دانشگاه مستقل مسکو و سایر پروژه‌ها حمایت می‌کند. پروژه‌های بین‌المللی نیز توسط بنیاد زیمین در زمینه مراقبت‌های بهداشتی عمومی، علوم، آموزش و فرهنگ، از جمله دانشگاه آریل و دانشکده زیست‌شناسی مولکولی و نظری، دانشگاه تل‌آویو در اسرائیل، و سایر پروژه‌ها حمایت شده‌اند.

## جوایز
- ۲۰۰۱: جایزه «کسب و کار-المپیوس» در بخش «اعتبار کسب و کار».[۲۱] نسخه روسی مجله فوربس، دیمیتری زیمین را در سال ۲۰۰۴ به عنوان شصت و سومین فرد ثروتمند روسیه و در سال ۲۰۰۵ به عنوان پنجاه و دومین فرد ثروتمند روسیه رتبه‌بندی کرد.[۲۲][۲۳]
- ۲۰۰۸: مدال «نماد علم» در بخش «کارآفرین» برای سال ۲۰۰۷ - برای گام‌های نمادین خاصی که ایجاد یک محیط قانونی و اخلاقی در جامعه را که در آن رقابت عادلانه استعدادهای انسانی امکان‌پذیر است، نزدیک‌تر می‌کند. ۱۳ فوریه ۲۰۰۸. بایگانی‌شده از نسخه اصلی در ۸ ژوئن ۲۰۱۵ . بازیابی شده در ۸ مارس ۲۰۱۵.
- ۲۰۱۲: تقدیرنامه رئیس‌جمهور فدراسیون روسیه - برای فعالیت‌های خیریه و اجتماعی فعال[۲۴]
- ۲۰۱۳: مدال نیکوکاری کارنگی در سال ۲۰۱۳، اولین نیکوکار روسی که این جایزه را دریافت کرد.[۲۵]
- ۲۰۱۳: به عنوان هدیه‌ای برای هشتادمین سالگرد دیمیتری زیمین، سیاره کوچک ۳۱۵۴۹۳ زیمین به نام دیمیتری زیمین نامگذاری شد.[۲۶]
- ۲۰۱۵: جایزه «وفاداری به علم» از وزارت آموزش و علوم فدراسیون روسیه.[۲۷]

## زندگی شخصی و مرگ
زیمین در ۲۲ دسامبر ۲۰۲۱، در سن ۸۸ سالگی، از طریق عمل اتانازی در سوئیس درگذشت. او یک پسر به بوریس زیمین داشت. .